# Vale of Clara (Rathdrum Wood) SAC
Vale of Clara (Rathdrum Wood) SAC este o arie protejată (arie specială de conservare — SAC, sit de importanță comunitară — SCI) din Irlanda întinsă pe o suprafață de 378,25 ha, integral pe uscat.

## Localizare
Centrul sitului Vale of Clara (Rathdrum Wood) SAC este situat la coordonatele 52°57′23″N 6°14′08″W / 52.956363°N 6.235671°V.

## Înființare
Situl Vale of Clara (Rathdrum Wood) SAC a fost declarat sit de importanță comunitară în mai 1998 pentru a proteja 2 specii de animale. Situl a fost protejat și ca arie specială de conservare în mai 2019.

## Biodiversitate
Situată în ecoregiunea atlantică, aria protejată conține 1 habitat natural: Păduri de stejar sesil bătrân cu Ilex și Blechnum în Insulele Britanice.
La baza desemnării sitului se află mai multe specii protejate de  păsări (2): pitulice sfârâitoare (Phylloscopus sibilatrix), silvie cu cap negru (Sylvia atricapilla).
Pe lângă speciile protejate, pe teritoriul sitului au mai fost identificate 1 specie de plante.